# Onchidoris luteocincta
Onchidoris luteocincta är en snäckart som först beskrevs av Michael Sars 1870.  Onchidoris luteocincta ingår i släktet Onchidoris, och familjen Onchidorididae. Arten är reproducerande i Sverige.